# Shut Out (álbum)
Shut Out es el álbum debut del actor, cantante y compositor estadounidense Paul Jabara.
El álbum, que fue lanzado por el sello Casablanca Records en mayo de 1977, incluye los sencillos "Shut Out" (a dúo con Donna Summer), "Dance" y "Slow Dancing". El LP original fue prensado en vinilo rojo.
Shut Out fue reeditado en formato digital  por Universal Records en septiembre de 2022.

## Lista de canciones

#### Paul Jabara – Shut Out (LP Album Casablanca – NBLP 7055)
Lado A
1. Medley: "Shut Out" /"Heaven Is a Disco" (featuring Donna Summer)  - 9:30
2. "Dance" - 3:50
3. "Slow Dancing" - 5:00

Lado B
1. "Yankee Doodle Dandy" - 3:10
2. "Hungry for Love" - 4:35
3. "Sun in Your Smile" - 3:02
4. "Smile" - 3:36
5. "It All Comes Back to You" - 4:49

#### Paul Jabara – Shut Out (Expanded Edition - Universal Records 13 x FileFLAC)[4]
1. "Shut Out/Heaven Is a Disco" - 09:09
2. "Dance" - 03:50
3. "Slow Dancing" - 04:58
4. "Yankee Doodle Dandy" - 03:11
5. "Hungry for Love" - 04:35
6. "Sun in Your Smile" - 03:02
7. "Smile" - 03:41
8. "It All Comes Back to You" - 04:49
9. "One Man Ain't Enough" - 03:28
10. "One Man Ain't Enough" - 03:29
11. "Dance" - 03:46
12. "Slow Dancing" - 03:49
13. "Shut Out feat: Donna Summer" - 03:10

## Posicionamiento en listas
| Lista (1978)                  | Máxima posición |
| ----------------------------- | --------------- |
| Australia (Kent Music Report) | 55              |